# Додж (округ, Джорджія)
Шаблон:StateAbbr_ 32°10′ пн. ш. 83°10′ зх. д. / 32.17° пн. ш. 83.17° зх. д.
Округ Додж (англ. Dodge County) — округ (графство) у штаті Джорджія, США. Ідентифікатор округу 13091.

## Історія
Округ утворений 1870 року.

## Демографія
За даними перепису
2000 року
загальне населення округу становило 19171 осіб, зокрема міського населення було 5795, а сільського — 13376.
Серед мешканців округу чоловіків було 9822, а жінок — 9349. В окрузі було 7062 домогосподарства, 4885 родин, які мешкали в 8186 будинках.
Середній розмір родини становив 3,02.
Віковий розподіл населення поданий у таблиці:
| Стать    | До 15 років | 15-21 | 22-29 | 30-39 | 40-49 | 50-65 | 65-85 | Понад 85 |
| -------- | ----------- | ----- | ----- | ----- | ----- | ----- | ----- | -------- |
| Чоловіки | 2004        | 1197  | 1054  | 1594  | 1512  | 1480  | 903   | 78       |
| Жінки    | 1921        | 872   | 871   | 1287  | 1295  | 1545  | 1325  | 233      |

## Суміжні округи
- Лоренс — північний схід
- Вілер — схід
- Телфер — південний схід
- Вілкокс — захід
- Пуласкі — захід
- Блеклі — північний захід

## Виноски
1. ↑  United States Census Bureau. U.S. Decennial Census. United States Census Bureau. Архів оригіналу за 26 квітня 2015. Процитовано 21 червня 2014.
2. ↑  University of Virginia Library. Historical Census Browser. University of Virginia Library. Архів оригіналу за 1 вересня 2019. Процитовано 21 червня 2014.
3. ↑  United States Census Bureau. Population of Counties by Decennial Census: 1900 to 1990. United States Census Bureau. Архів оригіналу за 2 лютого 2019. Процитовано 21 червня 2014.
4. ↑  United States Census Bureau. Census 2000 PHC-T-4. Ranking Tables for Counties: 1990 and 2000 (PDF). United States Census Bureau. Архів оригіналу (PDF) за 6 вересня 2019. Процитовано 21 червня 2014.
5. ↑  Бюро перепису населення США. State & County QuickFacts. United States Census Bureau. Архів оригіналу за 7 червня 2011. Процитовано 21 червня 2014.(англ.) Наведено за англійською вікіпедією.
6. ↑  American FactFinder. Бюро перепису населення США. Архів оригіналу за 21 травня 2008. Процитовано 31 січня 2008.

| США | Це незавершена стаття з географії США. Ви можете допомогти проєкту, виправивши або дописавши її. |